# 1911
1911 (MCMXI) fue un año común comenzado en domingo según el calendario gregoriano.
Un evento destacable fue la carrera por el Polo Sur de la expedición Amundsen y la expedición Terra Nova.

## Acontecimientos

### Enero
- 1 de enero: en Australia, el gobierno adquiere el Territorio de la Capital Australiana.
- 3 de enero: Estados Unidos ordena la retirada de sus tropas de Nicaragua y reconoce al nuevo Gobierno presidido por Juan José Estrada Morales.
- 4 de enero: en Kirguistán se registra un fuerte terremoto de 8,0 que deja más de 400 fallecidos y 700 edificios destruidos.
- 6 de enero: Rusia y Alemania pactan la construcción de una vía férrea que conecte Persia con la línea Berlín-Bagdad.
- 6 de enero: en Buenos Aires (Argentina) se funda el Club Almagro.
- 13 de enero: en Ecuador, Emilio Estrada es elegido presidente.
- 29 de enero: en Sahuaripa (México), el general Severiano Talamante y sus hijos Arnulfo Talamante y Severiano M. Talamante son fusilados por órdenes del general Francisco Chiapa.

### Febrero
- 1 de febrero: en los muelles de Jersey City (en Nueva Jersey), estalla una lancha cargada de dinamita; fallecen 25 personas y más de mil resultan heridas.
- 4 de febrero: en Argentina se promulga una ley de propiedad literaria y artística.
- 7 de febrero: el Consejo Nacional suizo decide importar carne congelada de Estados Unidos para paliar la escasez alimentaria.
- 14 de febrero: en México, Francisco I. Madero entra a territorio nacional y se pone al frente de las fuerzas rebeldes.
- 16 de febrero: tiene lugar en la India el primer transporte oficial de una carta por vía aérea.
- 18 de febrero: en Prayagraj (India) tiene lugar el primer vuelo oficial con correo aéreo, cuando Henri Pequet, un piloto de 23 años, entrega 6500 cartas en la ciudad de Naini (a 10 km de distancia).
- 18 de febrero: en Tayikistán un terremoto de 7,4 y varios deslizamientos de tierra destruyen muchos y edificios y dejan alrededor de 100 fallecidos.
- 20 de febrero: contraen matrimonio el torero Rafael El Gallo Gómez y la tonadillera Pastora Imperio.
- 21 de febrero: en Londres (Reino Unido), la Cámara de los Lores pierde su derecho de veto en los temas económicos.
- 22 de febrero: en la calle de Carretas, de Madrid (España) se genera gran escándalo porque dos mujeres se pasean con falda-pantalón.
- 24 de febrero: en Berlín (Alemania) el Reichstag aprueba el incremento paulatino de los efectivos militares. En 1915 alcanzará los 515 000 hombres.
- 24 de febrero: en París (Francia) se produce la dimisión del primer ministro Aristide Briand, al que sucede Ernest Monis, que recibe el apoyo de radicales y radicalsocialistas.

### Marzo
- 1 de marzo: en Uruguay asume su segunda presidencia José Batlle y Ordóñez, periodo en el cual desarrollará una enorme labor reformista.
- 3 de marzo: al intentar elevarse desde el hipódromo de Madrid (España), el aviador francés Jean Mauvais choca contra el público que invade la pista; muere una mujer.[1]
- 10 de marzo: se inicia la lucha Maderista en el Estado de Morelos, encabezada por Emiliano Zapata, Pablo Torres Burgos y Rafael Merino.
- 19 de marzo: se celebra por primera vez el Día Internacional de la Mujer Trabajadora: un millón de mujeres se manifiestan en Alemania, Austria, Dinamarca y Suiza.
- 22 de marzo: en Kiel (Alemania) se procede a la botadura del primer crucero del mundo propulsado por turbinas, el Káiser.
- 25 de marzo: en Nueva York (Estados Unidos) se incendia la fábrica Triangle Shirtwaist.
- 25 de marzo: en Santiago (Chile) se funda el Club Atlético Internado, antecedente directo del Club Universidad de Chile.
- 29 de marzo: la pistola Colt calibre.45 ACP diseñada por John Moses Browning, fue aceptada oficialmente como arma reglamentaria de las Fuerzas Armadas de Estados Unidos, recibiendo la denominación de Modelo 1911.

### Abril
- 5 de abril: en México, el general revolucionario Emiliano Zapata toma la plaza de Chiautla de Tapia y libera a todos los presos, entre ellos El Tuerto Morales.
- 16 de abril: en el estado de Puebla (México), El Tuerto Morales participa en los ataques de Chietla y en la toma de Izúcar de Matamoros, así como en la toma de la fábrica de hilados y tejidos de Metepec (Puebla).

### Mayo
- 15 de mayo: en Torreón (México), tropas maderistas asesinan a 303 ciudadanos chinos.[2]
- 25 de mayo: en la Ciudad de México, el general Porfirio Díaz renuncia al poder ante el Congreso. El secretario de Relaciones Exteriores, Francisco León de la Barra, asume la presidencia como el trigesimosexto presidente de México.[3]
- 26 de mayo: en Berlín (Alemania), el Reichstag aprueba un proyecto de Constitución para los Territorios de Alsacia y Lorena, pero el Reichsland no adquiere los derechos de los Estados Confederados en Alemania.
- 29 de mayo: en Rusia se emite una Ley Agraria que favorece la disolución de la comuna rural.
- 30 de mayo: en Estados Unidos se corren por primera vez las 500 Millas de Indianápolis.
- 31 de mayo: en Reino Unido se bota el transatlántico RMS Titanic.
- 31 de mayo: en París se celebra el Primer Congreso Internacional de Normativa Aérea.
- 31 de mayo: en el puerto de Veracruz, el exdictador Porfirio Díaz se embarca a bordo del crucero Ipiranga y parte rumbo al exilio en Francia.

### Junio
- 4 de junio: sobre el Capitolio (en Roma) Víctor Manuel III inaugura el Monumento a Víctor Manuel II en presencia de todos los alcaldes del país y los antiguos combatientes de las guerras del Resurgimiento.
- 7 de junio: Francisco I. Madero entra triunfalmente en la Ciudad de México.
- 7 de junio: Se registra un fuerte terremoto de 7,6, con epicentro en las costas de Michoacán, afectando principalmente a la Ciudad de México y a Ciudad Guzmán (Jalisco), dejando un saldo de 45 muertos.[4]
- 14 de junio: en Gran Bretaña se declara una huelga general de marinos.
- 15 de junio: en la isla japonesa de Kikaijima se registra un fuerte terremoto de 8,1.
- 22 de junio: en la Abadía de Westminster (Reino Unido), se celebra la coronación de Jorge V.
- 28 de junio: un decreto general traslada el Círculo de Gao del territorio militar para integrarlo a la región de Timbuctú.

### Julio
- 1 de julio: el buque de guerra alemán Panther provoca la Crisis de Agadir.
- 1 de julio: en Buenos Aires (Argentina) se funda el Club Atlético Nueva Chicago.
- 10 de julio: conflicto de La Pedrera entre Colombia y Perú.
- 24 de julio: en Perú, el arqueólogo Hiram Bingham redescubre Machu Picchu.

### Agosto
- 15 de agosto: en Colombia, Alfonso Ríos crea la aldea de Herrera Tolima.
- 21 de agosto: en París (Francia), Vincenzo Peruggia roba La Gioconda del Museo del Louvre.

### Septiembre
- 14 de septiembre: en el Teatro de la Ópera de Kiev (Imperio ruso) el socialista Dmitri Bogrov tirotea al primer ministro Piotr Stolypin, que fallecerá cuatro días después.
- 19 de septiembre: se dan los Sucesos de Cullera.
- 28 de septiembre: el Gobierno italiano emite un ultimátum al gobierno en Estambul donde exigen la ocupación italiana sobre Tripolitania.
- 29 de septiembre: Tras la negativa, Italia declara la guerra al Imperio otomano, lo que desencadena en la Guerra italo-turca.

### Octubre
- 10 de octubre: en China, en medio de la Revolución Xinhai, se produjo el levantamiento de Wuchang, que precipitó la caída de la dinastía Qing, y el establecimiento de una república.

### Noviembre
3 de noviembre Chevrolet fue fundada en Detroit el 13 de noviembre de 1911 por el ingeniero y piloto de carreras Louis Chevrolet y el fundador de General Motors William C.
- 4 de noviembre: tras los Acuerdos de Agadir entre Alemania y Francia, el Camerún se extiende hacia el Congo y el Oubangui.
- 6 de noviembre: en Ciudad de México, Francisco I. Madero se convierte en el trigesimoseptimo presidente de México.[5]

### Diciembre
- 1 de diciembre: la región de Mongolia Exterior es declarada independiente del Imperio Chino.
- 9 de diciembre: en Briceville (Tennessee), una explosión de mina deja a 84 mineros fallecidos.
- 12 de diciembre: en India se funda Nueva Delhi.

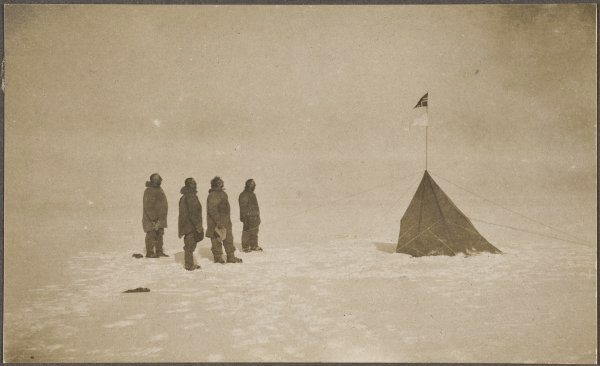
Integrantes de la Expedición Amundsen a su llegada al polo sur.

- 14 de diciembre: el explorador noruego Roald Amundsen llega al Polo Sur.
- 16 de diciembre: en el estado mexicano de Guerrero se registra un terremoto de 7,6 que deja un saldo de 28 muertos.
- 29 de diciembre: en China, el presidente del Consejo de Ministros del Gobierno imperial, Yuan Shikai, y el Gobierno republicano provisional de Sun Yat-Sen fijan la normativa para la designación de una Asamblea Nacional encargada de vigilar al futuro régimen.
- En diciembre, el consejero financiero William Morgan Shuster es destituido y expulsado de Irán por presiones de Rusia.

### Sin fecha
- Segunda Crisis de Marruecos entre Alemania y Francia/Gran Bretaña.
- Mónaco se convierte en una monarquía constitucional.
- Independiente de Avellaneda resulta subcampeón de la División Intermedia en Argentina, y asciende a Primera División, donde perduraría 102 años consecutivos.

## Ciencia y tecnología
- Claudius Dornier construye el primer avión totalmente metálico.
- Glenn H. Curtis construye el primer hidroavión.
- Ernest Rutherford deduce la carga positiva del núcleo atómico.
- Eugene B. Ely es el primer piloto en aterrizar su avión sobre la cubierta de un buque.
- Santiago Ramón y Cajal publica Histologie du système nerveux de l’homme et des vertebres.
- Primer Congreso Solvay.
- Se congelan las cataratas del Niágara
- Se empieza a producir la M1911, una de las pistolas más comercializadas del mundo.
- Peyton Rous descubre el Virus del sarcoma de Rous (RSV).

## Arte y literatura
- Pío Baroja: El árbol de la ciencia, Las inquietudes de Shanti Andía.
- J. M. Barrie: Peter Pan y Wendy.
- Ambrose Bierce: Diccionario del Diablo.
- Juan Ramón Jiménez: La soledad sonora, Pastorales.
- Stefan Zweig: Ardiente secreto.
- En Hollywood (California) se funda el primer estudio cinematográfico.

## Nacimientos

### Enero
- 1 de enero: Adolfo Linvel, actor argentino (f. 1986).
- 3 de enero: John Sturges, director de cine estadounidense (f. 1992).
- 4 de enero: Stephen Yang, médico, educador y activista cuáquero chino (f. 2007).
- 5 de enero: Alfonso García-Gallo, historiador y jurista español (f. 1992).
- 12 de enero: Robert Abshagen, comunista alemán y luchador de la Resistencia alemana al nazismo (f. 1944).
- 13 de enero: Carmen Caballero Camarillo, profesora, política y activista mexicana (f. 1991).
- 16 de enero: 
  - Eduardo Frei Montalva, político y presidente chileno entre 1964 y 1970 (f. 1982).
  - Roberto Quiroga, cantante de tango y actor argentino (f. 1965).
- 18 de enero: José María Arguedas, escritor peruano (f. 1969).
- 30 de enero: Ivan T. Sanderson, naturalista británico (f. 1973).

### Febrero
- 1 de febrero: Vernon Roberts, actor estadounidense (f. 2005).
- 5 de febrero: 
  - Jussi Björling, tenor sueco (f. 1960).
  - Jehan Alain, organista y compositor francés (f. 1940).
- 6 de febrero: Ronald Reagan, actor, político estadounidense y 40° presidente desde 1981 hasta 1989 (f. 2004).
- 12 de febrero: Silvestre Antonio Guzmán Fernández, político dominicano (f. 1982).

### Marzo
- 1 de marzo:
  - Margarita de Pedroso y Sturdza, poetisa, ensayista y periodista, también actúa como mecenas del arte y la cultura. (f. 1989).
- 3 de marzo: Jean Harlow, actriz de cine estadounidense (f. 1937).
- 12 de marzo: Gustavo Díaz Ordaz, abogado, político y presidente mexicano entre 1964 y 1970 (f. 1979).
- 13 de marzo: 
  - L. Ron Hubbard, escritor de ciencia ficción estadounidense y fundador de scientology (f. 1986).
  - José Ardévol, compositor cubano (f. 1981).
- 14 de marzo: Akira Yoshizawa, cineasta japonés (f. 2005).
- 16 de marzo: Josef Mengele, médico alemán nazi (f. 1979).
- 24 de marzo: Joseph Barbera, director y productor estadounidense (f. 2006).
- 26 de marzo: 
  - Tennessee Williams, dramaturgo estadounidense (f. 1983).
  - Bernard Katz, biofísico alemán (f. 2003).
- 28 de marzo: 
  - J. L. Austin, filósofo británico (f. 1960).
  - Myfanwy Piper, crítica de arte y libretista británica (f. 1997).
  - Consalvo Sanesi: piloto de automovilismo italiano (f. 1998).
- 29 de marzo: 
  - Brigitte Horney, actriz alemana (f. 1988).
  - Krishna Venta (Francis Pencovich), líder de secta y religioso estadounidense (f. 1958).

### Abril
- 3 de abril: Michael Woodruff, cirujano estadounidense (f. 2001).
- 6 de abril: Feodor Lynen, bioquímico alemán, premio nobel de fisiología o medicina en 1964 (f. 1979).
- 11 de abril: Anteo Zamboni, anarquista italiano (f. 1926).
- 15 de abril: Miguel Ligero, actor argentino (f. 1989).
- 17 de abril: George Seaton, director de cine estadounidense (f. 1979).
- 21 de abril: Leonard Warren, barítono estadounidense (f. 1960).
- 22 de abril: Huseyn Aliyev, pintor soviético-azerbaiyano, Artista del Pueblo de la República Socialista de Azerbaiyán (f. 1991).
- 23 de abril: Ronald Neame, director de cine y productor británico (f. 2010).

### Mayo
- 8 de mayo: Robert Johnson, guitarrista estadounidense (f. 1938).
- 15 de mayo: Max Frisch, escritor suizo (f. 1991).
- 17 de mayo: 
  - Antonio Tovar, lingüista e historiador español (f. 1984).
  - Maureen O'Sullivan, actriz irlandesa (f. 1998).
  - Alfredo Mayo, actor español (f. 1985).
- 27 de mayo: 
  - Hubert H. Humphrey, político estadounidense (f. 1978).
  - Teddy Kollek, político israelí (f. 2007).
- 29 de mayo: Fernando Chueca Goitia, arquitecto y ensayista español (f. 2004).
- 31 de mayo: Maurice Allais, economista y físico francés (f. 2010).

### Junio
- 3 de junio: Paulette Goddard, actriz estadounidense (f. 1990).
- 6 de junio: Jean Cayrol, poeta francés (f. 2005).
- 8 de junio: Edmundo Rivero, cantante y guitarrista de tango (f. 1986).
- 11 de junio: Manuel Ballesteros Gaibrois, historiador y antropólogo español (f. 2002).
- 20 de junio: Paul Pietsch, piloto alemán de automovilismo (f. 2012).
- 24 de junio: 
  - Juan Manuel Fangio, piloto de Fórmula 1 argentino (f. 1995).
  - Ernesto Sabato, escritor argentino (f. 2011).
- 30 de junio: Czesław Miłosz, escritor polaco, premio nobel de literatura en 1980 (f. 2004).

### Julio
- 2 de julio: Reg Parnell, piloto de automovilismo británico (f. 1964).
- 4 de julio: Jyula Alberty, futbolista húngaro.[6] (f. 1942)
- 5 de julio: Georges Pompidou, presidente francés entre 1969 y 1974 (f. 1974).
- 9 de julio: John Archibald Wheeler, físico teórico estadounidense (f. 2008).
- 15 de julio: Emilio Adolfo Westphalen, poeta peruano (f. 2001).
- 16 de julio: Ginger Rogers, actriz estadounidense (f. 1995).

### Agosto
- 3 de agosto: Manuel Esperón, compositor mexicano (f. 2011).
- 6 de agosto: Lucille Ball, actriz estadounidense (f. 1989).
- 7 de agosto: Nicholas Ray, director de cine estadounidense (f. 1979).
- 12 de agosto: Cantinflas (Mario Moreno), cómico mexicano (f. 1993).
- 15 de agosto: Francisco Peralta, obispo español (f. 2006).
- 17 de agosto: Mijaíl Botvínnik, ajedrecista ruso (f. 1995).
- 24 de agosto: Michel Pablo, líder trotskista de origen griego (f. 1996).
- 25 de agosto: 
  - André Leroi-Gourhan, prehistoriador francés (f. 1986).
  - Võ Nguyên Giáp, militar vietnamita (f. 2013).
- 28 de agosto: José Antonio Girón de Velasco, político español (f. 1995).

### Septiembre
- 7 de septiembre: Todor Zhivkov, dictador búlgaro entre 1954 y 1989 (f. 1998).
- 9 de septiembre: Manuel Sanchís Guarner, filólogo, historiador y escritor español (f. 1981).
- 11 de septiembre: 
  - Conchita Montenegro, modelo, bailarina y actriz española (f. 2007).
  - Bola de Nieve (Ignacio Villa), cantautor y pianista cubano (f. 1971).
- 19 de septiembre: William Golding, novelista británico (f. 1993).
- 21 de septiembre: Juan Carlos Zabala, maratonista argentino (f. 1983).
- 24 de septiembre: Konstantín Chernenko, político soviético, presidente entre 1984 y 1985 (f. 1985).
- 25 de septiembre: Eric Eustace Williams, historiador trinitense, primer ministro entre 1962 y 1981 (f. 1981).

### Octubre
- 9 de octubre: 
  - Joe Rosenthal, fotógrafo estadounidense (f. 2006).
  - Luis Santaló, matemático español (f. 2001).
- 10 de octubre: Clare Hollingworth, periodista y corresponsal de guerra británica (f. 2017).
- 21 de octubre: Mary Blair, animadora, diseñadora gráfica, ilustradora y guionista estadounidense (f. 1978).

### Noviembre
- 1 de noviembre: Henri Troyat, escritor francés (f. 2007).
- 2 de noviembre: Odysseas Elytis, poeta griego, premio nobel de literatura en 1979 (f. 1996).
- 7 de noviembre: Ángeles Santos, pintora y artista gráfica española (f. 2013)
- 11 de noviembre: 
  - Roberto Matta, pintor chileno (f. 2002).
  - Antonio Casas, actor español (f. 1982).
- 25 de noviembre: Roelof Frankot pintor neerlandés (f. 1984).
- 30 de noviembre: Jorge Negrete, cantante y actor mexicano (f. 1953).

### Diciembre
- 3 de diciembre: Nino Rota, compositor italiano (f. 1979).
- 4 de diciembre: Rafael Narbona Fernández de Cueto, ensayista, prosista, periodista y autor dramático español (f. 1972).
- 5 de diciembre: Władysław Szpilman, pianista polaco (f. 2000).
- 8 de diciembre: Lee J. Cobb, actor estadounidense (f. 1976).
- 11 de diciembre: Naguib Mahfuz, escritor egipcio, premio nobel de literatura en 1988 (f. 2006).
- 13 de diciembre: Trygve Haavelmo, economista noruego, premio en Ciencias Económicas en memoria de Alfred Nobel en 1989 (f. 1999).
- 15 de diciembre: Pepo, historietista chileno, creador de Condorito (f. 2000).
- 22 de diciembre: Álvaro Cunqueiro, escritor y periodista español (f. 1981).
- 25 de diciembre: 
  - Louise Bourgeois, artista francesa (f. 2010).
  - Klaus Fuchs, físico y espía germano-británico (f. 1988).
  - Bruno Kreisky, político austriaco (f. 1990).
- 26 de diciembre: Renato Guttuso, pintor italiano (f. 1987).

## Fallecimientos
- 3 de enero: Alexandros Papadiamantis, escritor griego (n. 1851).
- 17 de enero: Carolina Coronado, poetisa española (n. 1821).
- 17 de enero: Francis Galton, explorador y científico británico (n. 1822).
- 8 de febrero: Joaquín Costa, político español (n. 1846).
- 11 de febrero: Isidro Nonell, pintor español (n. 1862).
- 22 de febrero: Quanah Parker, jefe comanche (n. 1827).
- 1 de marzo: Jacobus Henricus van 't Hoff, químico neerlandés, premio nobel de química en 1901 (n. 1852).
- 25 de marzo: Pablo Torres Burgos, político y revolucionario mexicano, iniciador de la lucha armada en el estado de Morelos.
- 7 de marzo: Antonio Fogazzaro, escritor italiano (n. 1842).
- 14 de abril: Daniel Gottlob Moritz Schreber, médico ortopedista alemán, padre de Daniel Paul Schreber (f. 1842).
- 25 de abril: Emilio Salgari, escritor italiano.
- 18 de mayo: Gustav Mahler, compositor austríaco (n. 1860).
- 29 de mayo: William Schwenck Gilbert, libretista británico (n. 1836).
- 30 de mayo: Milton Bradley, empresario estadounidense (n. 1836).
- 20 de junio: Ghazaros Aghayan, escritor y educador (n. 1840).
- 12 de julio: Julia da Costa, cuentista y poetisa brasileña (n. 1844).
- 17 de julio: Rufino José Cuervo, filólogo colombiano (n. 1844).
- 6 de agosto: Florentino Ameghino, naturalista, paleontólogo y antropólogo argentino (n. 1854).
- 18 de septiembre: Piotr Stolypin (49), político y primer ministro ruso; asesinado (n. 1862).
- 28 de octubre: Alfred Binet, psicólogo y pedagogo francés (n. 1857).
- 29 de octubre: Joseph Pulitzer, editor estadounidense (n. 1847).
- 22 de noviembre: Luciano Murrieta, militar y empresario español (n. 1822).
- 26 de noviembre: Paul Lafargue, médico y político francés (n. 1842).
- 10 de diciembre: Joseph Dalton Hooker botánico y viajero británico (n. 1817).
- 20 de diciembre: Joan Maragall, poeta español (n. 1860).

## Premios Nobel
- Física: Wilhelm Wien
- Química: Marie Curie
- Medicina: Allvar Gullstrand
- Literatura: Maurice Maeterlinck
- Paz: Tobias Michael Carel Asser y Alfred Hermann Fried.